# Leptochilus admimulus
Leptochilus admimulus är en stekelart som beskrevs av Gusenleitner 1993. Leptochilus admimulus ingår i släktet Leptochilus och familjen Eumenidae. Inga underarter finns listade i Catalogue of Life.